# سیارک ۶۵۱
سیارک ۶۵۱ (به انگلیسی: 651 Antikleia، نامگذاری:1907AN) ششصد و پنجاه و یکمین سیارک کشف شده‌است که در ۴ اکتبر ۱۹۰۷ و در هایدلبرگ کشف شد.
قدر مطلق سیارک برابر ۱۰٫۰۱ است.